# William Henry Hunt (peintre)
Pour les articles homonymes, voir William Henry Hunt et Hunt.
William Henry Hunt (Londres 28 mars 1790 – 10 février 1864) est un peintre britannique spécialiste de l'aquarelle.

## Biographie
Vers 1805, William Henry Hunt est apprenti auprès du peintre de paysage John Varley avec qui il travaille cinq ou six ans. En 1807, il expose trois peintures à l'huile à la Royal Academy
À ses débuts, Hunt est proche de la Royal Watercolour Society dont il est élu associé en 1824 puis membre en 1827. Jusqu'à son décès il restera l'un des contributeurs les plus prolifiques pour les expositions de la Société. Lorsqu'il n'expose pas, il travaille souvent à Hastings.
Il meurt en 1864 d'apoplexie

## Style
Hunt est l'un des créateurs de l'école anglaise d'aquarelle. Ses sujets, en particulier ceux de sa fin de carrière, sont particulièrement simples mais traités avec délicatesse, humour et finesse. 
D'un point de vue technique, son travail montre l'étendue de l'art de l'aquarelle, depuis la transparence des teintes jusqu'à l'utilisation audacieuse de la gouache, la mise en œuvre d'un papier grossier et le grattage pour les textures. Pour John Ruskin c'était un maître de la nature morte.

## Galerie

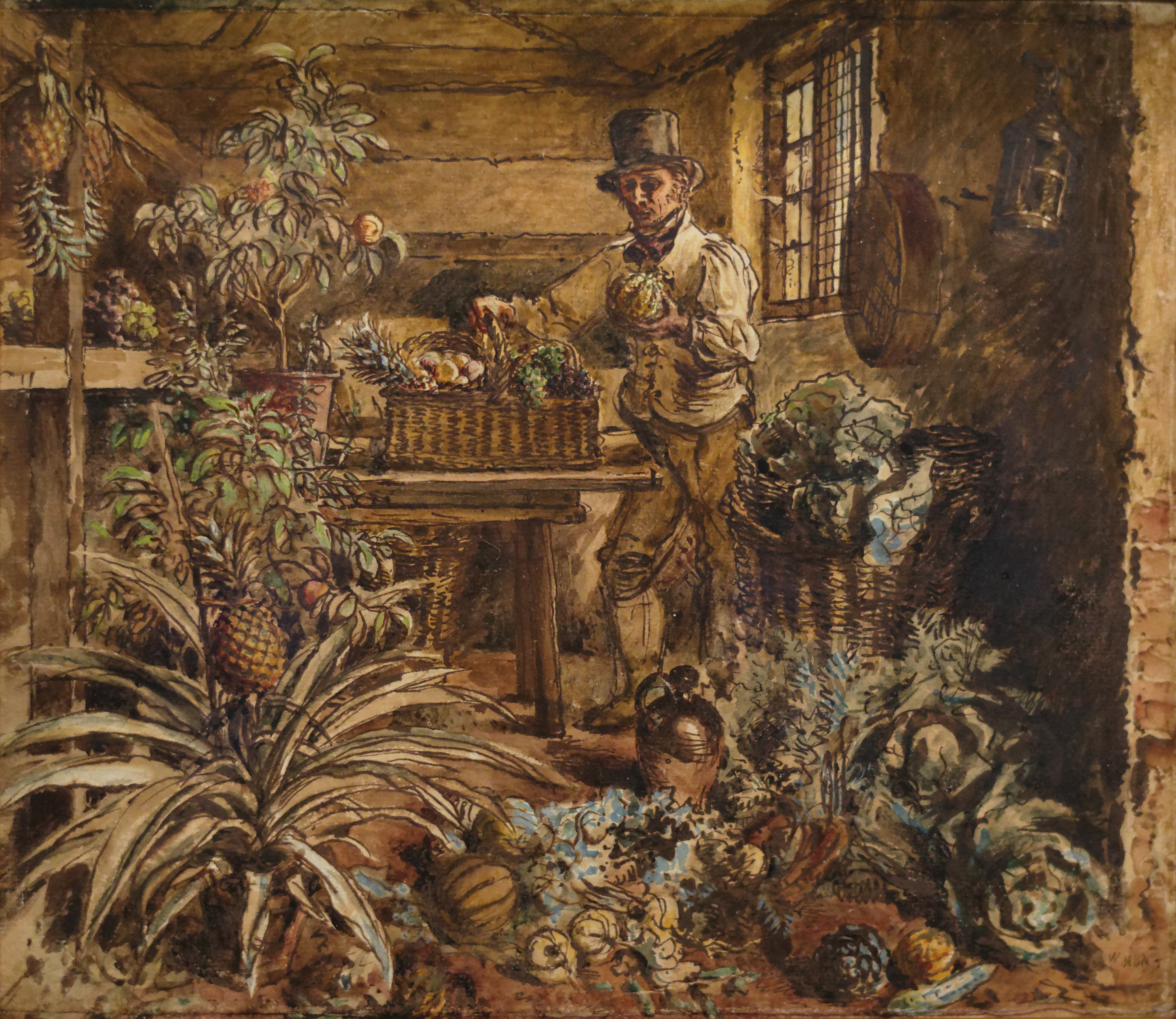
Le Chef jardinier (c. 1825)
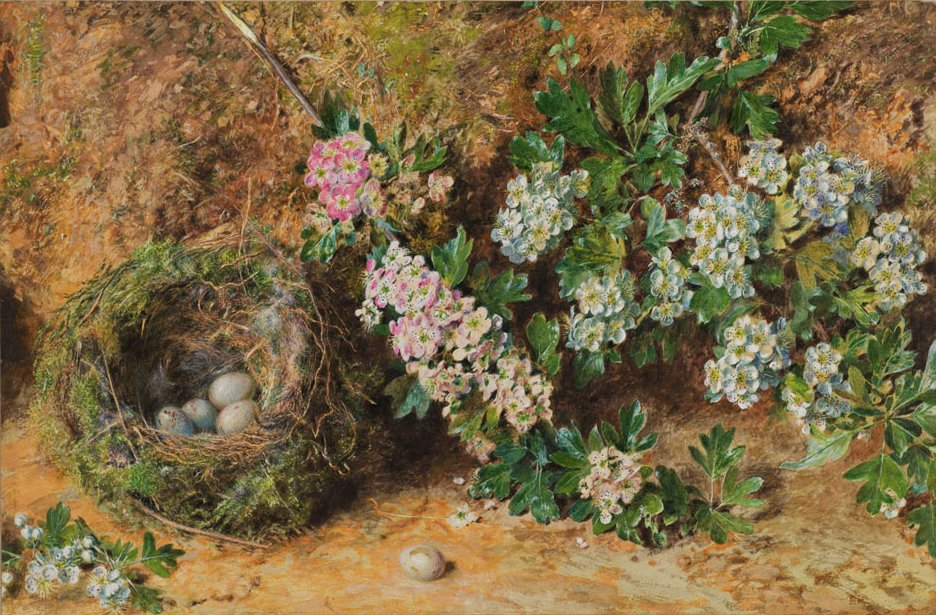
Nids de pinsons et aubépine (c. 1845)
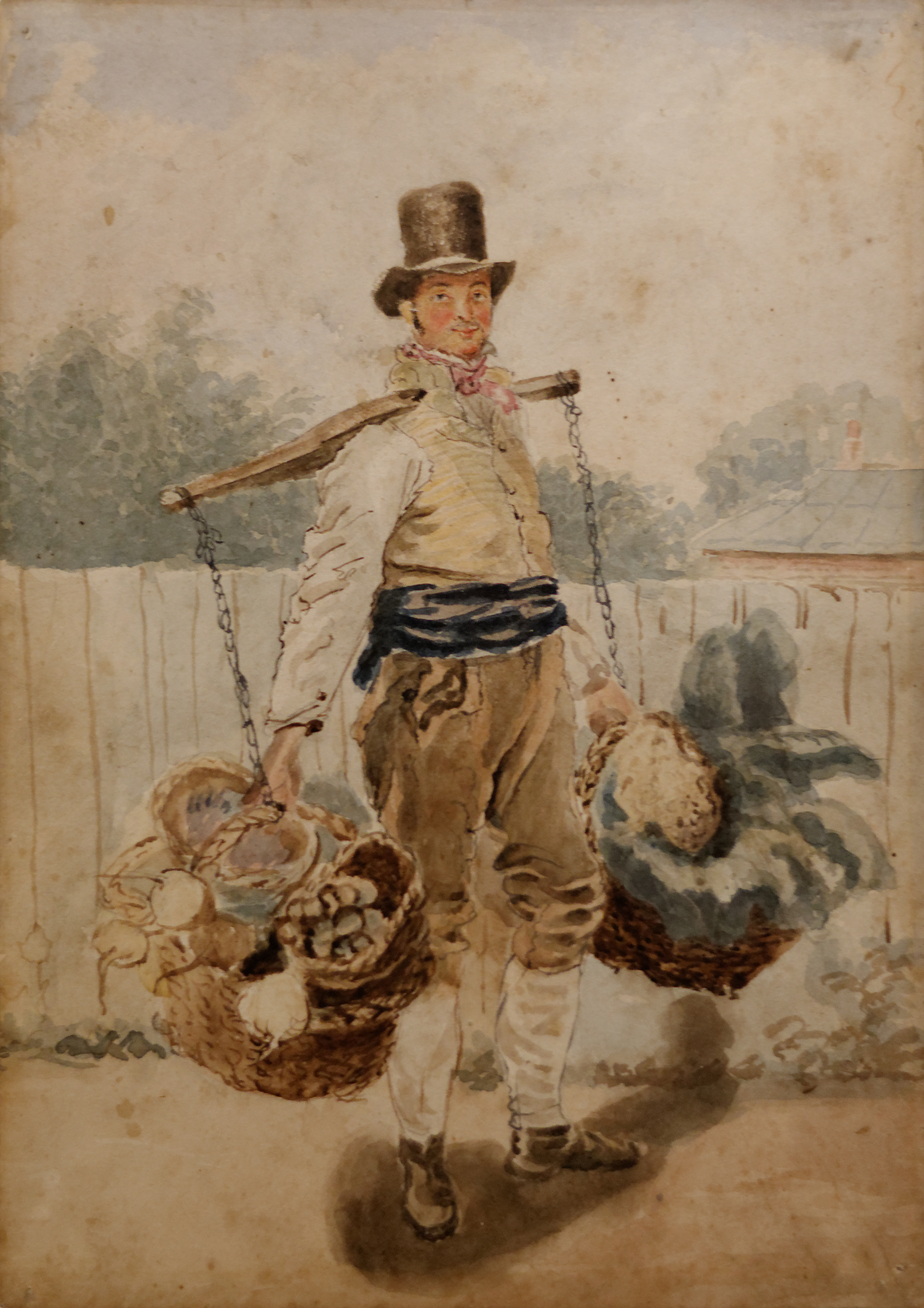
The Vegetable Man (c. 1825)
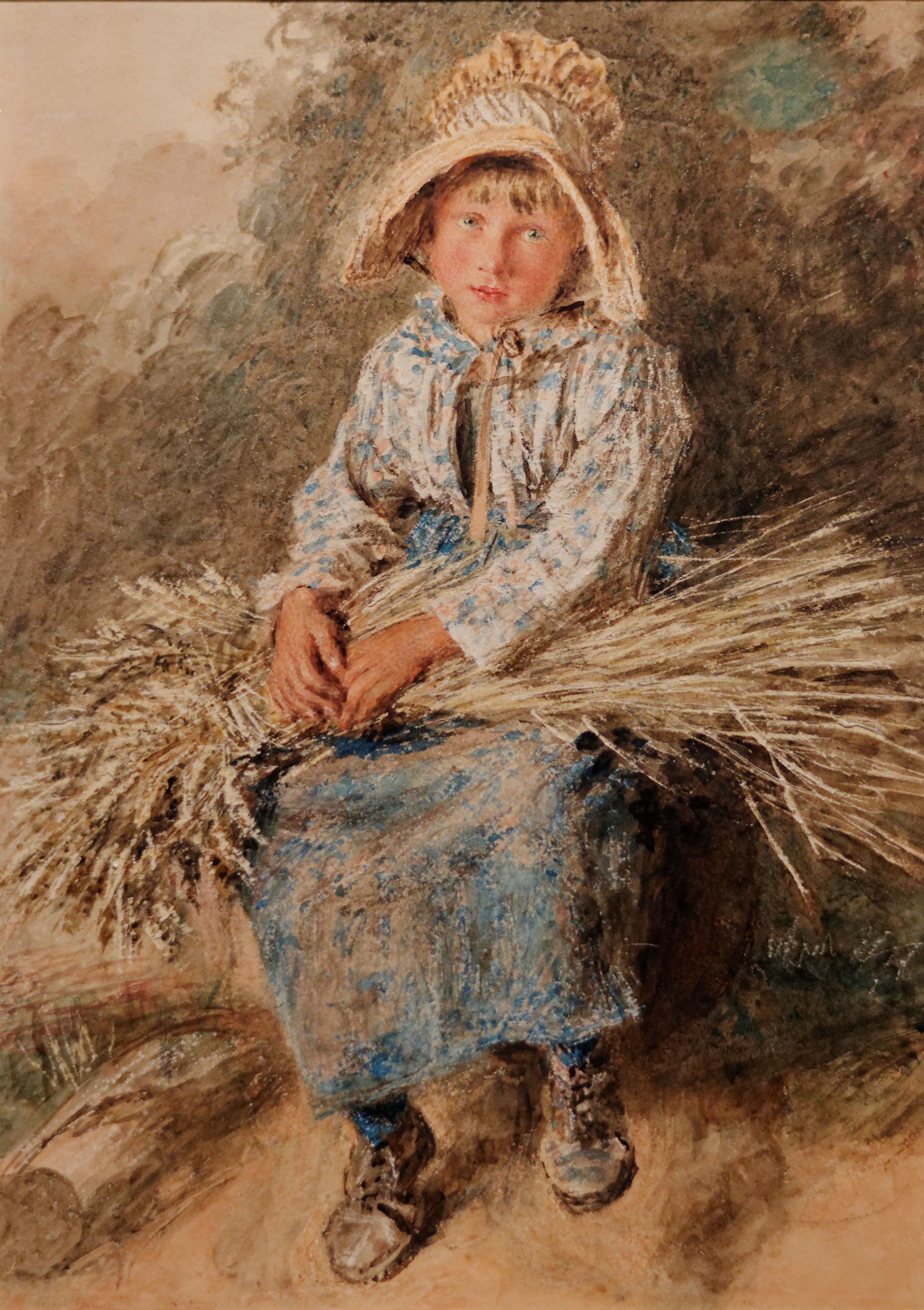
Girl with a Sheaf of Corn (c. 1832)